# Richelle Mead
Richelle Mead (* 12. listopad 1976, Michigan, USA) je americká spisovatelka žánru fantasy, autorka sérií Vampýrská akademie, Sukuba, Pokrevní pouta a Věk X, určených převážně dospívajícím.

## Život
Narodila se v listopadu roku 1976 v Michiganu, v současnosti žije v Seattlu. Získala bakalářský titul na Univerzitě v Michiganu v oboru všeobecných studií a magisterský titul na West Michigan University v oboru Komparativní religionistiky. Na Washingtonské univerzitě pak získala další magisterský titul v oboru Pedagogiky se zaměřením na angličtinu.
V současnosti se na plný úvazek věnuje psaní svých knih.
Mezi její zájmy patří cestování, míchání koktejlů a nakupování.

## Tvorba
V České republice prozatím vyšlo pět knižních sérií a jeden samostatný román této autorky.

### Vampýrská akademie
Jedná se o šestidílnou fantasy sérii pro mládež. Celá série je psána v ich-formě z pohledu dhampýrky Rose Hathawayové.
Jednotlivé díly
1. Vampýrská akademie
2. Mrazivý polibek
3. Stínem políbená
4. Krvavá přísaha
5. Spoutáni magií
6. Poslední oběť

### Pokrevní pouta
Jedná se o volné pokračování série Vampýrská akademie, které má stejně jako předchozí série šest dílů. Hlavní hrdinkou je alchymistka Sydney Sageová, jež má za úkol ochránit Jillian.
Světem fanoušků kolují nepotvrzené informace, že autorka bude v psaní této série ještě pokračovat a možná napíše další sérii ze světa Morojů, tentokrát zaměřenou na vztah Jillian a jejího strážce Eddieho.
Jednotlivé díly
1. Pokrevní pouta
2. Zlatá lilie
3. Indigové kouzlo
4. Ohnivé srdce
5. Stříbrné stíny
6. Rubínový kruh

### Sukuba
I tato série má šest dílů. Jedná se o fantasy příběh psaný v ich-formě z pohledu sukuby Georginy Kincaidové.
Jednotlivé díly
1. Trápení
2. Na vrcholu
3. Sny
4. Žár
5. Stíny
6. Odhalená

### Věk X
Vědeckofantastický příběh s dystopickými prvky je vyprávěn v er-formě z pohledu hlavních postav, detektiva Justina Marche, jeho chráněnky Tessy a vojáka Mae Koskinenové. Odehrává se v blíže neurčené budoucnosti v nejvyspělejší zemi světa RUNA. Jediným ústupkem kontrole v jinak demokratické společnosti je omezená svoboda vyznání. Přesto o sobě však dosud vyčkávající bohové pomalu, ale jistě dávají vědět…
V českém i anglickém jazyce zatím vyšly dva díly; třetí díl má v anglickém jazyce vyjít pod názvem The Eye of Andromeda. Přesné datum vydání prozatím není zveřejněno.

#### Jednotlivé díly
1. Šachovnice bohů
2. Nesmrtelná koruna
3. Oko Andromedy (The Eye of Andromeda)

### Třpytný dvůr
Jedná se o třídílnou sérii s prvky období kolonizace. Osfridská hraběnka utíká z domu v přestrojení za služku Adelaide do Třpytného dvora, kde se má vzdělávat jak být elegantní dámou. Po roce výcviku odjíždí s dalšími dívkami do Nového světa hledat vhodného manžela z vyšších vrstev. První díl je vyprávěn z pohledu Adelaide. Druhý a třetí díl je vyprávěn z pohledu jejích nejlepších přítelkyň Miry a Tamsin.

#### Jednotlivé díly
1. Třpytný dvůr
2. Půlnoční klenot
3. Smaragdové moře

### Samostatné romány

#### Neslyšno
V březnu 2016 v České republice vyšel první samostatný román Richelle Mead. Pojednává o obyvatelích odlehlé vesnice kdesi v čínských horách, jež jsou odnepaměti hluší a němí. Nevědí, co je zvuk, žijí ve světě absolutního ticha. Jedné noci však probudí dívku jménem Fei neznámý vjem: hluk. A schopnost slyšet už neztratí. Možná ji bude moci využít k záchraně svého lidu před uzurpátorským vládcem…

## Knihy, které zatím nevyšly v Česku

### Dark swan (Černá labuť)
Jednotlivé díly:
1. Storm born
2. Thorn Queen
3. Iron Crowned
4. Shadow Heir

### Povídky
Nad rámec svých sérií píše autorka také krátké povídky či novely, které jsou pak vydávány společně s povídkami dalších autorů.
1. Homecoming
2. Sunshine
3. Blue Moon
4. City of Demons
5. Brushstrokes

## Ocenění
Autorčiny knihy získaly již několik významných ocenění a na spoustu dalších byly nominovány.
- 2010 – kniha Spoutáni magií ze série Vampýrská akademie vyhrála soutěž Goodreads Choice Awards v kategorii "Goodreads author".
- 2011 – o rok později vyhrála kniha Vampýrská akademie: grafická novela tutéž soutěž v kategorii "Nejlepší grafická novela nebo komiks".